# 秦万紀子
秦 万紀子（はた まきこ、1910年1月30日 - 1965年10月10日）は日本のファッションデザイナー、カラリスト。自らのコレクション発表と共に、日本各地で編物デザイナー養成をし、服飾編み物界の興隆に寄与した。1951年、財団法人白南風社 しらはえしゃ （1951-2009）を労働省の認可を得て設立。編物手芸にデザイン・色彩・製図 法の指導で付加価値を高めて提供をする授産事業を行い、第2次大戦による戦争未亡人の自立のために活躍した。
1961年パリのサロン・デ・エトワール（SALONS DE L’ETOILE）にて「秦 万紀子コレクション」を開催し、パリ市会よりパリ名誉市民賞(AMI DE PARIS)を受賞。

## 来歴
- 秦 万紀子（本名：淑子）は、東京に出生。
シンガーミシン裁縫女学院設立者の父 秦 敏之 [1870-1922 大阪生 東京帝国大学卒業。東京帝国大学院に進み商務省に入省。アメリカに渡る]とシンガーミシン裁縫女学院 院長の母 利舞子 りんこ [1876－1931 東京生 明治-昭和時代前期の教育者。ミシン裁縫教育の普及につくし東京女子技芸女学校も創設。女子高等師範(現お茶の水女子大)卒]の間に生まれる。
娘の秦砂丘子(すなこ)は、ファッションデザイナーでカラリスト。(財)白南風社を引き継ぎ、率いた。
九重織創始者の九重年支子は6歳年上の姉。映画評論家で随筆家の秦 早穂子は姪。
- 1927年 東京府立第5高等女子学校（現：東京都立富士高等学校・附属中学校）卒。
- 卒業後-1945年 姉の九重年支子の事業を手伝い、発展させる。(1939年、九重織 ,特許を取得)
- 1945年～ 姉・九重年支子から独立して、白南風会 しらはえかい を創設。
教育者の母・利舞子が目指し取組んだミシン裁縫、並びにミシン刺繍、そして技芸教育は、女子の経済的な 自立のためであった。当時は日露戦争での未亡人が多く、心を痛めた利舞子は、なんとか救済ができないかと願った。その影響を受けて育った万紀子は、第 2 次大戦後での多くの戦争未亡人のために活動を始める。日本各地で編物コスチュームのためのデザインと色彩、製図法の指導を開始した。
- 1949年からオリジナル作品の発表を開始。亡くなる 1965年まで開催された。
1951年からはコレクションを「秦 万紀子創作発表会」として東京、大阪で 31 回開催した。そのファッションショーは斬新で話題を呼び、おもに三越本店特選売場、和光本店で展示販売された。
- 1951年、労働省認可の財団法人白南風社 しらはえしゃ を設立。理事長に就任。
第2次大戦後、戦争未亡人の為に、デザインと色彩、製図法の指導をし編物手芸に付加価値のある高級製品制作を促し授産事業とする。
((財)白南風社は 2009年、設立の意義を終え、公益財団法人日本編物検定協会へ余剰金を寄付し解散した。)
- 同 51年「秦 万紀子デザイン教室」を東京、大阪、東北にて開始。のちに「秦 万紀子 編物協会」とする。
- 日本流行色協会専門理事
日本流行色協会 1953年設立、現：一般社団法人日本流行色協会・通称 JAFCA（ジャフカ）の発起人、稲村耕雄[1908-1967/東京工業大学教授、色彩学者、著書に「色彩論」岩波新書など]の招聘で設立当初より理事となる。
- 1953,1954 両年にわたり、労働省派遣民間使節団として、欧米各国の服飾および色彩の研究と、日本服飾文化の紹介の為に欧米17カ国を訪問し、特にパリ、ロンドン、NY に於いて日本編物界の水準を高め、その価値を認めしむ。
- 国際羊毛事務局英国本部にて、日本編物が世界の国際手編コンクールに参加資格を得る努力をし、国際審査員として任命される。
- 英国 B.C.C.（ブリティッシュ・カラー・コンシル）会員
- 東洋紡績株式会社 顧問
- 内外編物株式会社 顧問
- ブラザーミシン株式会社 顧問
- 杉野ドレスメーカー女学院編物本科招聘講師
- 山脇服飾美術大学招聘講師
- 大森技芸教室編物科担当
1955年 産経学園（大手町、横浜）で秦 編物科 担当「産経学園」は日本初のカルチャースクールで、その中でも「技芸教授教室」は人気でした。1955年3月東京・大手町に竣工したばかりの近代ビル「東京婦人会館」の中で一流の講師に直接、多方面の「技芸」が学べるということは、当時としては画期的なことでした。
- 財団法人日本編物手芸協会(NAS)理事
NAS (1955年、文部省認可。現：内閣府認定 公益財団法人日本編物手芸協会)
- 1958年5月 23日 秦 砂丘子(本名：砂子)と養子縁組みをして、養女とする。
- 1961年「秦 万紀子コレクション」開催（パリの SALONS DE L’ETOILE 於）
パリ名誉市民賞（AMI DE PARIS）を受賞。
- 財団法人日本編物検定協会 理事
日本編物検定協会(1962年、文部省認可。現：文部科学省認定 公益財団法人日本編物検定協会)
- 1964年 日本オリンピック開催時、桑沢洋子、石津謙介と共にオリンピック服飾コンサルタントを日本オリンピック連盟より任命される。

## コレクション年譜
- 1949年からオリジナル作品の発表を開始。亡くなる 1965年まで開催された。
- 1951年からのコレクションは「秦 万紀子創作発表会」として東京、大阪で 31 回開催。そのファッションショーは、斬新で常に話題を呼んだ。作品は、主に東京の三越本店特選売場、東京の和光本店にて展示販売された。
＊ヨセフ・モルナール[Josef Molnar, 1929-2018 オーストリア生ハープ奏者、声楽家、日本ハープ協会会長]のハープ演奏による
＊2台のピアノ連弾による 
＊秦万紀子の色決めで塗られた6台の車トヨペットとの Collection など。
主な開催会場/東京：国際会議場、ホテルオークラ、帝国ホテル、よみうりホール、イイノホール、日活ホテル、ホテル高輪など 大阪：大阪フェスティバルホール、グランドホテル、新阪急ホテル、毎日ホールなど

- 1961年2月16日「秦 万紀子コレクション」開催（パリの SALONS DE L’ETOILE 於）

翌2月17日、「ル・フィガロ」紙 朝刊 19 頁に【Poete du Tricot】.「編物の詩人」と取り上げられた。

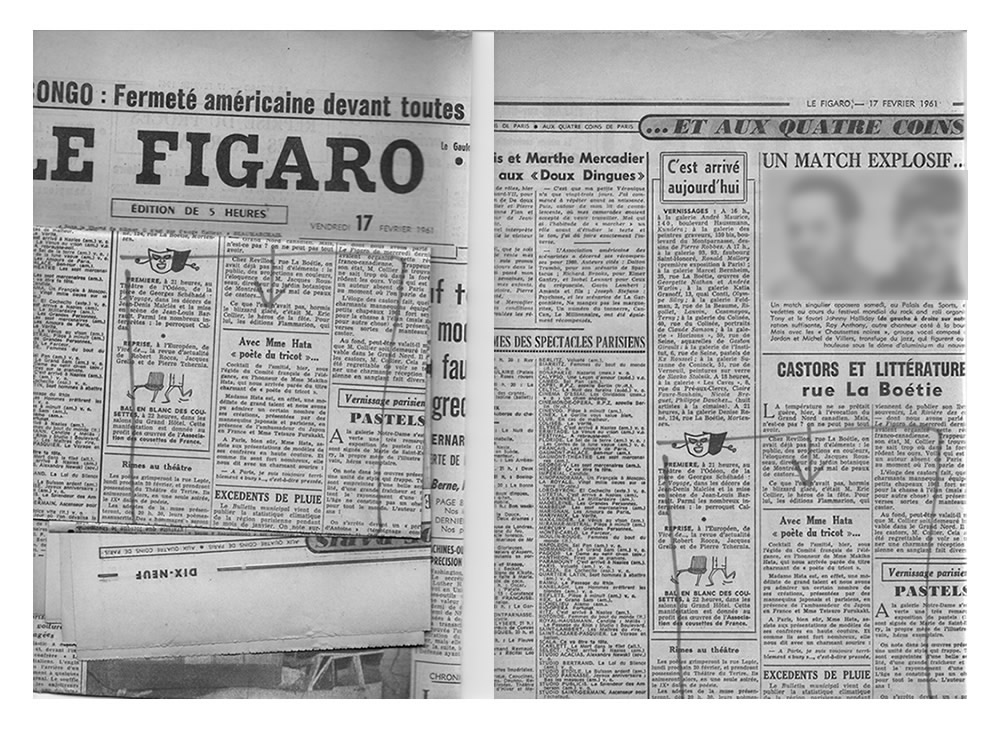
1961年 当時に掲載された新聞紙面

『Avec Mme Hata 【Poete du Tricot】「編物の詩人マダム・ハタ」昨2月 16日
「編物の詩人」、マダム・マキコ ハタ (秦 万紀子女史)のコレクションが、ル・コミテ・フランセ・ド・レレガンス [Le comite Francais de L'elegance](フランス エレガンス協会)の手によって行われました。マダム・ハタは、偉大な才能に恵まれた 1 人のデザイナーであり、その数々の作品は、賞賛に値するものです。このコレクションは、フランス駐在の日本大使、古垣鉄郎氏夫妻の出席のもとに、日本の松田和子 松本弘子とパリっ子 のマヌカン(モデル)達によって披露されたものです。マダム・ハタは、このコレクションによって、パリのオート・クーチュル(高級服飾モードの コレクション)に参加することを、確証されました。本当に、偉大な、大きな力を持っています。』
開催場所/パリの凱旋門のそばにある ナポレオン・ホテル地下 サロン・デ・レトアール(サロン凱旋門) 
主催/ Le comite Francais de L'elegance (フランス エレガンス協会)
協賛 / パリ オートクチュール組合 スタッフ / 帽子：ジャン・バルテ(JEAN BARTHET) ヘアー：カリタ姉妹(CARITA) アクセサリー：ローラ・プルザック(LOLA PRUSAC) 手袋:ロゼ・ファレ(ROSE FERRE) 靴： ロジェ・ヴィヴィエ(ROGER VIVIER)
出席者/フランス駐在の日本大使・古垣鉄郎氏夫妻、オート・クーチュル・デザイナー多数 ディオールの関係者、アニィ・ブラット オフ・シェ ル社長 女優・岸恵子 フランソワーズ・アルヌール テレビ 新聞などのジャーナリスト 多数 色彩学者多数など 総勢 500 人を超える。

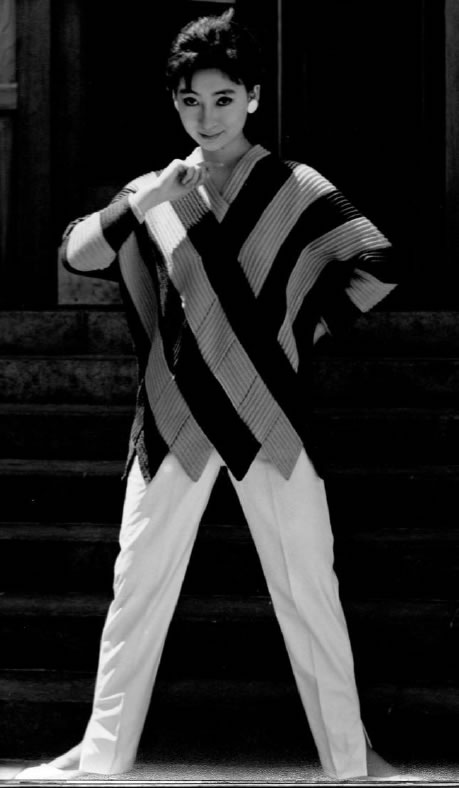
PARIS COLLECTION
出展作品 タイトル「東の風」
モデル 秦砂丘子

パリの人々の賞賛の声 /
「私たちの誇りと思っているデザイナー、デオール パルマンとマダム・ハタは、対等に並ぶべき偉大な創造者だ」 「最高の芸術家だ」「色の美しい使い方は、嫉妬を 感じるくらいだ」「繊細な女らしい作品から大胆な動きを持つ作品 に至るまで、その幅と独創力に感嘆した」「パリは、彼女のセンスを学び、是非これを知らなければならない」 「フ ランス以外に、これほどのセンスを持つ人が、居ようとは、考えてもいなかった」「完全に彼女の頭からほとばしり 出た作品で、誰の模倣でもない」
カラリストのカルラン「日本人の色彩感覚が素晴らしいことが、わかったので、来年発足するイン ターカラーのメン バーに、日本の加入をお願いするつもりだ」アニィ・ブラット(ANNY BLATT)は、「毛糸は、アニィ・ブラット。デザインは、マダム・ハタで、今後パリで仕事をしたい。」
万紀子は、このコレクションの準備のため、秘書として娘・砂丘子を伴い4ヶ月前にフランスに渡り、パリに 滞在し、協賛するオートクチュールのスタッフ（帽子、アクセサリー、靴、ヘアー等のデザイナー）と、様々に打ち合わせを重ねた。
このコレクションにはエレガンス協会役員であったスイス生まれの日本人、鮎沢露子 （Auerstadt 公爵夫人・第 5 代同公爵 Leopold と結婚。ILO 東京支局長、国際基督教大学教授・鮎沢巌の長女）と実弟・ 鮎沢レマンとの2人の助けがありコレクションは成功に至った。この鮎沢姉弟との出会いは、のちに、Auerstadt 公爵家、鮎沢家と秦家との交流に発展する。娘の砂丘子は、そのオートクチュールのスタッフとの 打ち合わせに万紀子と共に立ち会い、当日コレクションでは、終了直ぐのレセプションの為、和服姿で、モデ ルの着せ付けするなど活躍した。万紀子はコレクション後、フランス テレビ局とのインタビュー、マリーフラ ンスとのインタビューやカラリストとの会食など、多忙を極めた。
このコレクションにフランス、イタリアの国際流行色準備委員が招待され 翌年(1962年) 国際流行色協会 が、パリで発足する契機をつくる。日本流行色協会 JAFCA は、発足メンバーとして最初から参加する。現在 参加国は、17カ国 年 2回 インターカラーが発表されている。
1964年コレクション 亡くなる年の前年-1964年のコレクション-の挨拶文には、「昭和 39年 9月3日コレクションを前に」として、下記の掲載がある。

これでも若い時はとてもおしゃれでした。美しい色に憧れ、きれいな形に魅せられて育ってきました。きっと、母の影響なのでしょう。その頃の私を知っている人は、「“あみもの”の道に入るなんて、あなたら しくもないわ」って言いました。自分でもはじめはそう思いました。でも、今では この道にいて、私らしく 生きています。“あみもの”は好きな色を自由に使いこなせるし、機能に合わせた形づくりも思うように出せ るので魅力です。それを満足させたくて、またこの魅力にとりつかれて、いつの間にか、この渦中でくらし、苦労することになってしまいました。初めてオリヂナルの作品を発表したのは、15年前のことで、それからずっと、色と形を追いつづけています。“あみもの”が技 わざ を土台とする芸術であることは当然のことですが、それだけに技 わざ だけに捉われた作品は 作りたくありません。技を磨くための色であり、形だと思います。それが“あみもの”を最高にさせる美しさ だと思っています。形は崩れ易いだけにむづかしく、色や、質は沢山あるだけに困難です。けれど立派な技 わざ によってそれがひとまとめにされた時は、ほんとうに素晴らしい作品になっている筈です。実用的で、おしゃれで、シックな、美しい“あみもの”である筈です。このような作品が創りたくて、これまでずっと闘ってきました。皆様に育てていただき乍ら、一年の中のいつ か。どこかで、色と形に取り組んだ私のコレクションの発表を見ていただいてきたと思います。それも、もう 30 回を超えることになったようです。主調はいつも私だけが持つものですし、私も良いと思って必至の思いで作っています。こんな時が、私の一番 倖せな時なのです。古い因習や殻の中から抜け出した、新しい“あみもの”の本流と進路はこれと信じて、それを私の目標にしています。こんどは特に、雑誌、出版社の方々からも、温かいお力添えの言葉を頂きました。恰度、15年前と同じようにうれしくて、胸が一ぱいです。ほんとうに、ありがとう存じました。これからも、もっと頑張って、更に飛躍しつづけていこうと思います。お蔭様で、私の心の身近にいる人々も今では全国に沢山いられます。娘・砂丘子もそのひとり。別に私のあとつぎにするつもりではありません。自分で勝手にしたくてやっているようです。どうぞ私ともども、みんなをよろしく、お願いいたします。後援して頂きました、東洋紡績株式会社、株式会社松鐡商店のほか、御協賛頂きました多くの皆様方 にも、深く深く感謝申し上げます。このコレクションには、娘の砂丘子のデザイン作品も発表された。

## 受賞
- 1961年 パリ名誉市民賞（AMI DE PARIS）を受賞

|  |  |

賞状と授賞式での秦万紀子

## 著書
- 秦 万紀子あみもの傑作集 講談社 1955.910
- 秦 万紀子あみもの教室 巧彩社 1957.2.5
- 編物のデザインと色彩 日本ヴォーグ社 1959.9 国立国会図書館デジタルコレクション
- 毛糸の配色とデザイン 三和図書 1965.1.15
- コスチュームのための色彩とデザイン 三和図書 1965.3.15 国立国会図書館デジタルコレクション
- Modes Tricot モードあみもの 三和図書 1965.10.